# Уранијум-235
Уранијум-235 (235U) је изотоп уранијума који чини око 0,72% природног уранијума. За разлику од доминантнијег изотопа уранијума-238, он је фисилан, тј. може одржати ланчану реакцију фисије. То је једини фисијски изотоп са примордијалним нуклидом који се налази у значајној количини у природи.
Уранијум-235 има време полураспада од 703,8 милиона година. Открио га је Артур Демпстер 1935. године. Његов нуклеарни ударни пресек за споре топлотне неутроне је око 584,994 барни. За брзе неутроне је реда једног барна.

## Ланац природног распада
{\displaystyle {\begin{array}{r}{\ce {^{235}_{92}U->[\alpha ][7.038\times 10^{8}\ {\ce {y}}]{^{231}_{90}Th}->[\beta ^{-}][25.52\ {\ce {h}}]{^{231}_{91}Pa}->[\alpha ][3.276\times 10^{4}\ {\ce {y}}]{^{227}_{89}Ac}}}{\begin{Bmatrix}{\ce {->[98.62\%\beta ^{-}][21.773\ {\ce {y}}]{^{227}_{90}Th}->[\alpha ][18.718\ {\ce {d}}]}}\\{\ce {->[1.38\%\alpha ][21.773\ {\ce {y}}]{^{223}_{87}Fr}->[\beta ^{-}][21.8\ {\ce {min}}]}}\end{Bmatrix}}{\ce {^{223}_{88}Ra->[\alpha ][11.434\ {\ce {d}}]{^{219}_{86}Rn}}}\\{\ce {^{219}_{86}Rn->[\alpha ][3.96\ {\ce {s}}]{^{215}_{84}Po}->[\alpha ][1.778\ {\ce {ms}}]{^{211}_{82}Pb}->[\beta ^{-}][36.1\ {\ce {min}}]{^{211}_{83}Bi}}}{\begin{Bmatrix}{\ce {->[99.73\%\alpha ][2.13\ {\ce {min}}]{^{207}_{81}Tl}->[\beta ^{-}][4.77\ {\ce {min}}]}}\\{\ce {->[0.27\%\beta ^{-}][2.13\ {\ce {min}}]{^{211}_{84}Po}->[\alpha ][0.516\ {\ce {s}}]}}\end{Bmatrix}}{\ce {^{207}_{82}Pb_{(stable)}}}\end{array}}}